# 맨프레드

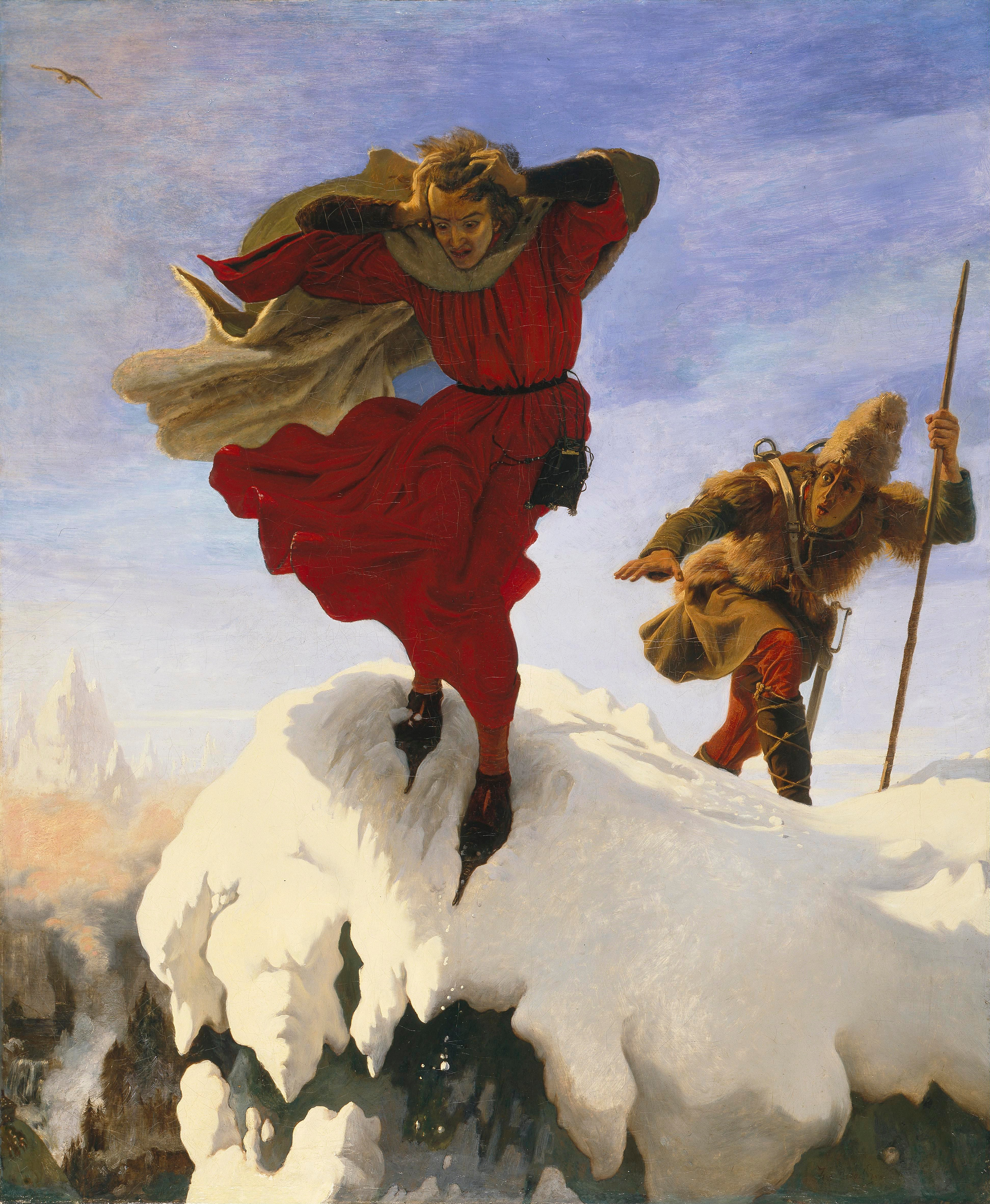

맨프레드(Manfred: A dramatic poem)는 바이런 경이 1816~1817년에 쓴 레제 드라마이다. 초자연적 요소들을 포함하고 있으며 당시 잉글랜드의 고스트 이야기를 다루고 있다. 고딕 픽션의 전형적인 한 예이다.
바이런은 1816년 말에 이 작품의 작업을 시작했는데, 이때는 프랑켄슈타인의 초기 자극제를 제공했던 퍼시 비시 셸리와 메리 셸리의 유명한 고스트 스토리 세션이 있은지 겨우 몇 개월만의 시기였다.
맨프레드는 1852년 로베르트 슈만에 의해 "Manfred: Dramatic Poem with Music in Three Parts"라는 제목의 뮤지컬로 채택되었다. 나중에 표트르 차이콥스키에 의해 Manfred Symphony라는 제목의 뮤지컬로 채택되었다. 프리드리히 니체는 "Manfred Meditation"에 기반한 2872년 피아노 악보 작곡을 위해 초인간의 시적 서술에 영향을 받았다.